# Pedro Anselmo Ruíz
Pedro Anselmo Ruíz La Rosa (6 lipca 1947) – piłkarz peruwiański noszący przydomek Pedrito, pomocnik. Młodszy brat znakomitego napastnika klubu Universitario Lima Daniela Ruíza znanego jako El Chino.
Urodzony w Huaral Ruíz karierę piłkarską rozpoczął w 1966 roku w klubie Oscar Berckemeyer. W 1967 roku został graczem klubu Defensor Lima, z którym w 1973 roku zdobył swój pierwszy tytuł mistrza Peru. W tym samym 1973 roku przeszedł do klubu Juan Aurich Chiclayo, a w 1974 roku został piłkarzem klubu Unión Huaral, z którym w 1974 roku zdobył wicemistrzostwo Peru.
Razem z klubem Unión Huaral wziął udział w turnieju Copa Libertadores 1975, gdzie jego drużyna kierowana przez Diego Agurto odpadła w fazie grupowej. Ruíz zdobył w turnieju jedną bramkę w wyjazdowym meczu z klubem CA Peñarol.
Jako gracz klubu Unión Huaral był w składzie reprezentacji podczas turnieju Copa América 1975, gdzie Peru zdobyło tytuł mistrza Ameryki Południowej. Ruíz zagrał w dwóch meczach na własnym boisku – półfinałowym z Brazylią (zmienił Juana Carlosa Oblitasa) i finałowym z Kolumbią (wszedł za Gerónimo Barbadillo).
W 1976 roku razem z klubem Unión Huaral zdobył swój drugi w karierze tytuł mistrza Peru. Udział w turnieju Copa Libertadores 1977 ponownie zakończył się na fazie grupowej. Ruíz zdobył w turnieju jedną bramkę w meczu na własnym boisku z wenezuelskim klubem Estudiantes Mérida.
W 1983 roku Ruíz został graczem klubu Club Sporting Cristal i w tym samym roku zdobył ze swym klubem tytuł mistrza Peru. Dzięki temu sukcesowi wystartował w turnieju Copa Libertadores 1984, gdzie Sporting Cristal odpadł w fazie grupowej, a Ruíz zdobył jedną bramkę w meczu z FBC Melgar. W 1985 znów grał w Unión Huaral, gdzie w 1988 roku zakończył karierę.
Od 22 czerwca 1975 do 18 lipca 1979 Ruíz rozegrał w reprezentacji narodowej 7 meczów i nie zdobył w nich żadnej bramki.